# Gitara angielska

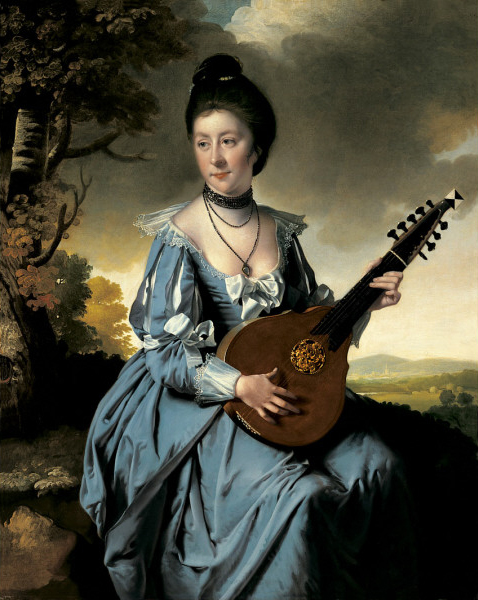
Portret Pani Robert Gwillym przedstawiający kobietę z gitarą angielską, Joseph Wright of Derby (1766).

Gitara angielska (ang. guittar, citra, English guitar, fr. guitare angloise) – instrument muzyczny, chordofon złożony szarpany podobny do cytary (ang. cittern), szczególnie popularny w II poł. XVIII w. i na początku XIX w.

## Historia
Instrument pojawił się niejako zapełniając lukę między lutnią, wychodzącą z mody w połowie XVIII w., a gitarą hiszpańską, która dopiero miała zyskać swoją popularność na przełomie XVIII/XIX w. Technologicznie wywodzi się on z cytary (instrument strunowy szarpany o gruszkowym kształcie pudła rezonansowego, znany od czasów renesansu), a za swego rodzaju pomost między cytarą a gitarą angielską można uznać Cithrinchen (tzw. bell guittern, niem. Hamburger Cithrinchen, instrument o dzwonowatym kształcie pudła rezonansowego, znany jeszcze od II poł. XVII w.). Wynaleziona w połowie XVIII w., gitara angielska zdobyła popularność jako instrument salonowo-miejski, tani i prosty w nauce, a także doskonały do akompaniamentu przy śpiewie, co zaważyło na jego szczególnej popularności. Używany był w Anglii w latach ok. 1750-1810, a także w innych krajach europejskich. Znakomita większość gitar angielskich budowanych na Wyspach Brytyjskich została zrobiona przez londyńskich lutników, drugim, ale znacznie mniejszym ośrodkiem budowniczym był Dublin. Nuty na gitarę angielską zapisywano na pięciolinii w notacji skrzypcowej (bez wyróżniania poszczególnych głosów). Instrument został wyparty przez gitarę hiszpańską (zwaną obecnie gitarą wczesnoromantyczną), która oferowała znacznie większe możliwości brzmieniowe, w tym wirtuozowskie, stąd repertuar na gitarę angielską kojarzony jest z muzykowaniem amatorskim oraz ówczesną muzyką popularną.

### Gitara angielska w Polsce
W Polsce gitara angielska była szczególnie popularna w II poł. XVIII w., natomiast na początku XIX w. do ok. 1830 r. była używana coraz rzadziej, jako instrument bardzo amatorski, przeznaczony tylko dla kobiet (w tym czasie, tj. w latach 90. XVIII w. w Polsce zaczęła się popularyzować gitara hiszpańska, szczególnie popularna w latach 20. XIX w.; była ona kojarzona z bardziej "profesjonalną" grą oraz towarzystwem męskim). Jednocześnie gitara angielska była najbardziej popularnym instrumentem w całej Polsce w II poł. XVIII w. w ogóle, aż do początku XIX w. znacznie bardziej popularnym niż klawikord, klawesyn czy drogi fortepian. Ponadto, pierwsze druki z muzyką gitarową w Polsce były utworami właśnie na gitarę angielską, wydanymi przez Józefa Elsnera, który wydał w 1803 r. 5. Arij z Opery Przerwana Offiara z Muzyką Pana Winter Przekładane na Gittarę Angielską przez P.F.W., a dwa lata później dokładał dodatki na gitarę (angielską i hiszpańską) do słynnych Wyborów pięknych dzieł muzycznych i pieśni polskich. Być może najbardziej barwną postacią, związaną w jakiś sposób z gitarą angielską, był karzeł Józef Boruwłaski, swoisty celebryta doby stanisławowskiej, który dawał popisy gry na gitarze angielskiej w Warszawie, a podczas swojej podróży po Europie, 13 czerwca 1783, będąc w Londynie, dał swój koncert charytatywny grając również na gitarze angielskiej, występując w polskim stroju narodowym, a następnie stroju angielskiego dżentelmena.

## Budowa
Gitara angielska posiadała gruszkowate pudło rezonansowe, na podstrunicy było nabitych dwanaście miedzianych progów. Menzura wynosiła ok. 420 mm. Instrument był sześciochórowy (tj. struny były podwójne), przy czym dwie najgrubsze struny były pojedyncze (czyli łącznie instrument miał dziesięć strun). Struny były metalowe. Instrument początkowo był strojony za pomocą kołków, jednak w latach 60. XVIII w. lutnik John N. Preston z Londonu wynalazł nowy rodzaj stroików (tzw. stroiki Prestona, stosowane współcześnie jeszcze w gitarze portugalskiej; co ciekawe podobne stroiki reklamował morawski budowniczy instrumentów, John Frederick Hintz, w 1766 r.). Instrumenty pochodzenia dublińskiego z tych samych lat 60. mają z kolei stroiki wykorzystujące przekładnię ślimakową. Gitara angielska posiadała specjalne otwory w podstrunicy i gryfie dla łatwiejszego montażu capotasto, którego pierwszy opis użytkowania opisał Robert Bremner w swoich Instructions for the Guitar (1758). Capotasto był zwykle zrobiony z kości słoniowej lub hebanu, otwory do jego montażu znajdowały się między progami pierwszym a czwartym, co ułatwiało dostosowanie stroju do głosu ludzkiego, niezwykle przydatne w pieśniowym akompaniamencie, do którego gitara angielska była wykorzystywana najczęściej.

## Strój
Gitara angielska była instrumentem transponującym o oktawę w dół (czyli brzmiała oktawę niżej, niż to wynikało z zapisu nutowego, podobnie jak gitara). W Anglii były stosowane trzy stroje: C, G, A. Najbardziej popularnym strojem był strój C: c-e-g-c′-e′-g′, pisał o nim zarówno Robert Bremner w swoich Instructions for the Guitar (1758), jak i Francesco Geminiani w The Art of Playing the Guittar or Cittra (1760). Strój G: G-H-d-g-h-d′ stosował kompozytor James Oswald, który pisał m.in. duety gitar angielskich, gdzie jedna stroiła w C, a druga w G, strój ten lepiej pasował do instrumentów z dłuższą skalą. Najmniej popularny był strój A: A-C#-e-a-c#′-e′, stosował go tylko kompozytor Giovanni Battista Marella w 1757 i 1762 r.

## Gitara angielska w Europie
Gitara angielska była używana nie tylko na Wyspach Brytyjskich, ale też na kontynencie. Popularna była na terenie Polski i Czech, gdzie używano stroju G-H-d-g-h-d′, występowały też instrumenty siedmiostrunowe z dodaną najgrubszą siódmą struną (dźwięk D). Gitara angielska była popularna również w Danii i Szwecji (szczególnie w Sztokholmie, gdzie działał znany pieśniarz, poeta, ale także gitarzysta Carl Michael Bellman). Gitara angielska prawdopodobnie zainspirowała powstanie lutni szwedzkiej (szw. svensk luta).
Ponadto na terenie Niemiec oraz terenów alpejskich popularne były różne instrumenty cytaropodobne, jedne z nich były inspiracją dla powstania gitary angielskiej, inne zaś z niej czerpały.

### Instrumenty powiązane z gitarą angielską
Czesko-polski strój przyczynił się do powstania 7-strunowej gitary rosyjskiej poprzez dodanie najgrubszej struny D (taki sam strój, jak siedmiostrunowej czesko-polskiej gitary angielskiej). Powstanie tej gitary przypisuje się właśnie czeskim gitarzystom działającym również na polskim terenie, którzy następnie osiadali w Rosji. Pierwszą szkółkę na ten instrument wydał w 1798 r. gitarzysta pochodzący z Czech, Ignác František Held (notabene uprzednio żołnierz w służbie Rosji, później Rzeczypospolitej, a także uczestnik insurekcji kościuszkowskiej), współcześnie najczęściej uważany za wynalazcę, a w każdym razie pierwszego propagatora tej 7-strunowej gitary rosyjskiej.
We Francji funkcjonował inny, podobny do gitary angielskiej instrument, którym była guitare allemande (fr. gitara niemiecka), zwana również cistre. Instrument miał siedem chórów i był popularny szczególnie w późnym XVIII w., od lat 70. Ponadto we Francji między ok. 1770 i 1780 stosowano dla gitary angielskiej określenie guitare angloise dla rozróżnienia jej od lokalnej guitare allemande oraz nowo popularyzowanej guitare espagnole (fr. gitara hiszpańska). Charles Pollet opublikował swoją szkołę na ten instrument ok. 1775 r., podając strój E–A–d–e–a–c♯′–e′.
W Szwecji popularna stała się tzw. lutnia szwedzka (szw. svensk luta), którą spopularyzował słynny muzyk Carl Michael Bellman, jeden z najważniejszych skaldów szwedzkich, poeta i pieśniarz. Instrument ten w nieco uwspółcześnionej wersji używał w XX w. znany szwedzki artysta, trubadur kontynuujący tradycje szwedzkich ballad, Evert Taube.
Na Półwyspie Iberyjskim, pomimo rozpowszechniającej się gitary sześciochórowej (będącej protoplastą gitary hiszpańskiej), również były znane gitary angielskie, które szczególny wpływ wywarły w Portugalii. Powstała tam lokalna wersja tego instrumentu, tzw. gitara portugalska, która jest używana do dziś, a jej charakterystycznym znakiem rozpoznawczym, poza (niepopularnym współcześnie) kształtem pochodzącym od cytary, są stroiki Prestona ułożone w charakterystyczny sposób.